# Tomislav Mijatović
Tomislav Mijatović (Zagreb, 29. veljače 1976.) hrvatski je košarkaški trener. Trenutačno je pomoćni trener Anadolu Efesa, koji se natječe u Turskoj superligi i Euroligi. Također je izbornik reprezentacije Hrvatske.

## Karijera
Bio je pomoćni trener u Ciboni od 2001. do 2003. Tijekom sezone 2002./03. privremeno je zamijenio suspendiranog Aleksandra Petrovića na mjestu glavnog trenera. Godine 2007. ponovno je postao pomoćni trener Cibone. Kad je njezin glavni trener Velimir Perasović prešao u Anadolu Efes 2010., smatrano je da će ga Mijatović naslijediti. Međutim, on je otišao s Perasovićem u Tursku. Kao pomoćni trener osvojio je Euroligu s Anadolu Efesom 2021. i 2022., a također je triput bio prvak Turske i osvajač Kupa. Radio je u Istanbulu pod vodstvom Ergina Atamana i Dušana Ivkovića, između ostalih.
U veljači 2024. unaprijeđen je u glavnog trenera Anadolu Efesa i u svojoj prvoj sezoni na toj funkciji osvojio ligaški dio prvenstva 2023./24., ali je u finalu doigravanja izgubio od Fenerbahçea.

## Vanjske poveznice
- Profil na realgm.com